# قشلاق بدیر
قشلاق بدیر یک روستا در ایران است که در استان اردبیل واقع شده‌است. قشلاق بدیر 35 نفر جمعیت دارد.